# Campeonato de Fútbol de Asia Oriental de 2013
El Campeonato de Fútbol de Asia Oriental de 2013 fue la quinta edición del torneo de la Federación de Fútbol de Asia Oriental para selecciones masculinas de fútbol de categoría absoluta. Su fase final se desarrolló en Corea del Sur por segunda vez, teniendo como ganadora a Japón por primera vez. En las cuatro ediciones anteriores solo dos combinados habían conseguido el título: Corea del Sur y China, ambas con dos títulos cada una.

## Sedes
| Hwaseong         | Seúl                        | Seúl                     |
| Estadio Hwaseong | Estadio Mundialista de Seúl | Estadio Olímpico de Seúl |
| Aforo: 35 000    | Aforo: 66 704               | Aforo: 69 950            |
|                  |                             |                          |

## Selecciones participantes
| Selecciones participantes | Selecciones participantes | Selecciones participantes | Selecciones participantes |
| ------------------------- | ------------------------- | ------------------------- | ------------------------- |
| Australia                 | Corea del Sur             | China                     | Japón                     |

## Resultados
| Pos. | Equipo            | Pts. | PJ | G | E | P | GF | GC | Dif. | Results    |
| ---- | ----------------- | ---- | -- | - | - | - | -- | -- | ---- | ---------- |
| 1    | Japón (C)         | 7    | 3  | 2 | 1 | 0 | 8  | 6  | +2   | Campeón    |
| 2    | China             | 5    | 3  | 1 | 2 | 0 | 7  | 6  | +1   | Subcampeón |
| 3    | Corea del Sur (H) | 2    | 3  | 0 | 2 | 1 | 1  | 2  | −1   |            |
| 4    | Australia         | 1    | 3  | 0 | 1 | 2 | 5  | 7  | −2   |            |

 Fuente: EAFF
| 20 de julio de 2013 | Australia | 0:0     | Corea del Sur | Estadio Mundialista, Seúl                                    |                                                              |
|                     |           | Reporte |               | Asistencia: 31,571 espectadores Árbitro(s): Yuichi Nishimura | Asistencia: 31,571 espectadores Árbitro(s): Yuichi Nishimura |

| 21 de julio de 2013 | Japón                                  | 3:3 (1:1) | China                                         | Estadio Mundialista, Seúl                               |                                                         |
|                     | Kurihara 32' · Kakitani 59' · Kudo 60' | Reporte   | Wang Yongpo 4' (pen.) 80' (pen.) · Sun Ke 86' | Asistencia: 3,500 espectadores Árbitro(s): Ben Williams | Asistencia: 3,500 espectadores Árbitro(s): Ben Williams |

| 24 de julio de 2013 | Corea del Sur | 0:0     | China | Estadio Hwaseong, Hwaseong                                     |                                                                |
|                     |               | Reporte |       | Asistencia: 23,675 espectadores Árbitro(s): Valentin Kovalenko | Asistencia: 23,675 espectadores Árbitro(s): Valentin Kovalenko |

| 25 de julio de 2013 | Japón                     | 3:2 (1:0) | Australia            | Estadio Hwaseong, Hwaseong                         |                                                    |
|                     | Saito 26' · Osako 56' 79' | Reporte   | Duke 76' · Jurić 78' | Asistencia: 1,458 espectadores Árbitro(s): Tan Hai | Asistencia: 1,458 espectadores Árbitro(s): Tan Hai |

| 28 de julio de 2013 | Australia                           | 3:4 (1:1) | China                                               | Estadio Olímpico, Seúl                                   |                                                          |
|                     | Mooy 30' · Taggart 89' · Duke 90+3' | Reporte   | Yu Dabao 5' · Sun Ke 56' · Yang Xu 87' · Wu Lei 88' | Asistencia: 10,526 espectadores Árbitro(s): Kim Dong-jin | Asistencia: 10,526 espectadores Árbitro(s): Kim Dong-jin |

| 28 de julio de 2013 | Corea del Sur  | 1:2 (1:1) | Japón              | Estadio Olímpico, Seúl                                   |                                                          |
|                     | Yun Il-lok 33' | Reporte   | Kakitani 24' 90+1' | Asistencia: 47,258 espectadores Árbitro(s): Ben Williams | Asistencia: 47,258 espectadores Árbitro(s): Ben Williams |

|                           |
|                           |
| Campeón Japón 1.er título |

## Goleadores
3 goles
- Yoichiro Kakitani

2 goles
- Mitchell Duke
- Sun Ke
- Wang Yongpo
- Yūya Ōsako

1 gol
- Adam Taggart
- Tomi Jurić
- Aaron Mooy
- Wu Lei
- Yang Xu
- Yu Dabao
- Manabu Saito
- Masato Kudo
- Yuzo Kurihara
- Yun Il-lok